# Platynectes ornatifrons
Platynectes ornatifrons är en skalbaggsart som beskrevs av Sharp 1882. Platynectes ornatifrons ingår i släktet Platynectes och familjen dykare. Inga underarter finns listade i Catalogue of Life.